# Kultura puchowska

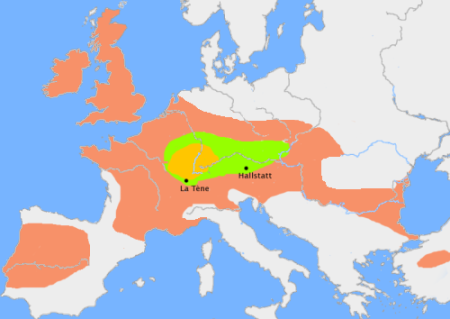
wędrówki Celtów

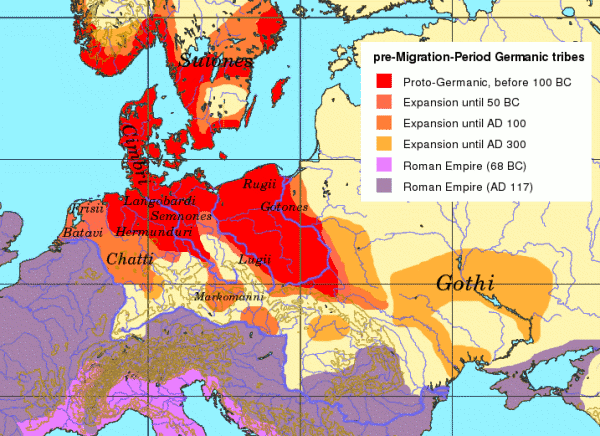
wędrówki plemion germańskich od II do IV w. n.e.

Kultura puchowska (daw. kultura cieszyńska) – kultura archeologiczna epoki żelaza (300 p.n.e. – 180 n.e. (regionalnie do IV w. n.e) wiązana z plemionami puchowskimi.

## Chronologia geneza i zanik
Nazwa wywodzi się od eponimicznego stanowiska Púchov nad Wagiem na Słowacji, które przebadał E. Beninger w roku 1937, jednak pierwszego odkrycia zabytków przypisanych później tej kulturze dokonał w latach 1888–1894 E. Hoening.
Stanowiska tej kultury datowane są na okres pomiędzy III a I w. p.n.e. Kultura puchowska nastąpiła po wcześniejszej kulturze łużyckiej jako kontynuatorka zespołu zachodniohalsztackich i lateńskich grup kulturowych w odmianie celtycko-trackiej. Na północy do II w. n.e. stanowiska kultury puchowskiej sąsiadują ze stanowiskami kultury przeworskiej, natomiast na wschodzie ze stanowiskami kultury zarubinieckiej.

## Obszar występowania i kontekst archeologiczny
Stanowiska kultury puchowskiej występowała w okresie lateńskim, tj. do końca okresu LT B (połowa III w. p.n.e.) na terenach północnej i wschodniej Słowacji głównie w jej partiach górskich oraz w górnym dorzeczu Nitry, Wagu i Hronu. W okresie LT C na tereny południowej Polski przenika zapewne część grup ludności celtyckiej m.in. na ziemie Kotliny Sądeckiej, Kotliny Żywieckiej oraz obszar górnego i środkowego dorzecza Sanu na tzw. Doły Jasielsko-Sanockie – za pośrednictwem silnego ośrodka zemplińskiego we wschodniej Słowacji na terenach południowej Polski oraz północnej części Słowacji.

## Charakterystyczne wytwory kulturowe
Ceramika tzw. grafitowa, szklane bransolety, niespotykane dotąd narzędzia rolnicze i kowalskie.

## Osadnictwo
Osady ufortyfikowane o konstrukcji ziemno-drewniano-kamiennej. W niektórych osadach, np. Liptowska Mara na Słowacji, znajdowały się miejsca kultu, gdzie składano ofiary.

## Obrządek
Brak informacji na temat obrządku pogrzebowego

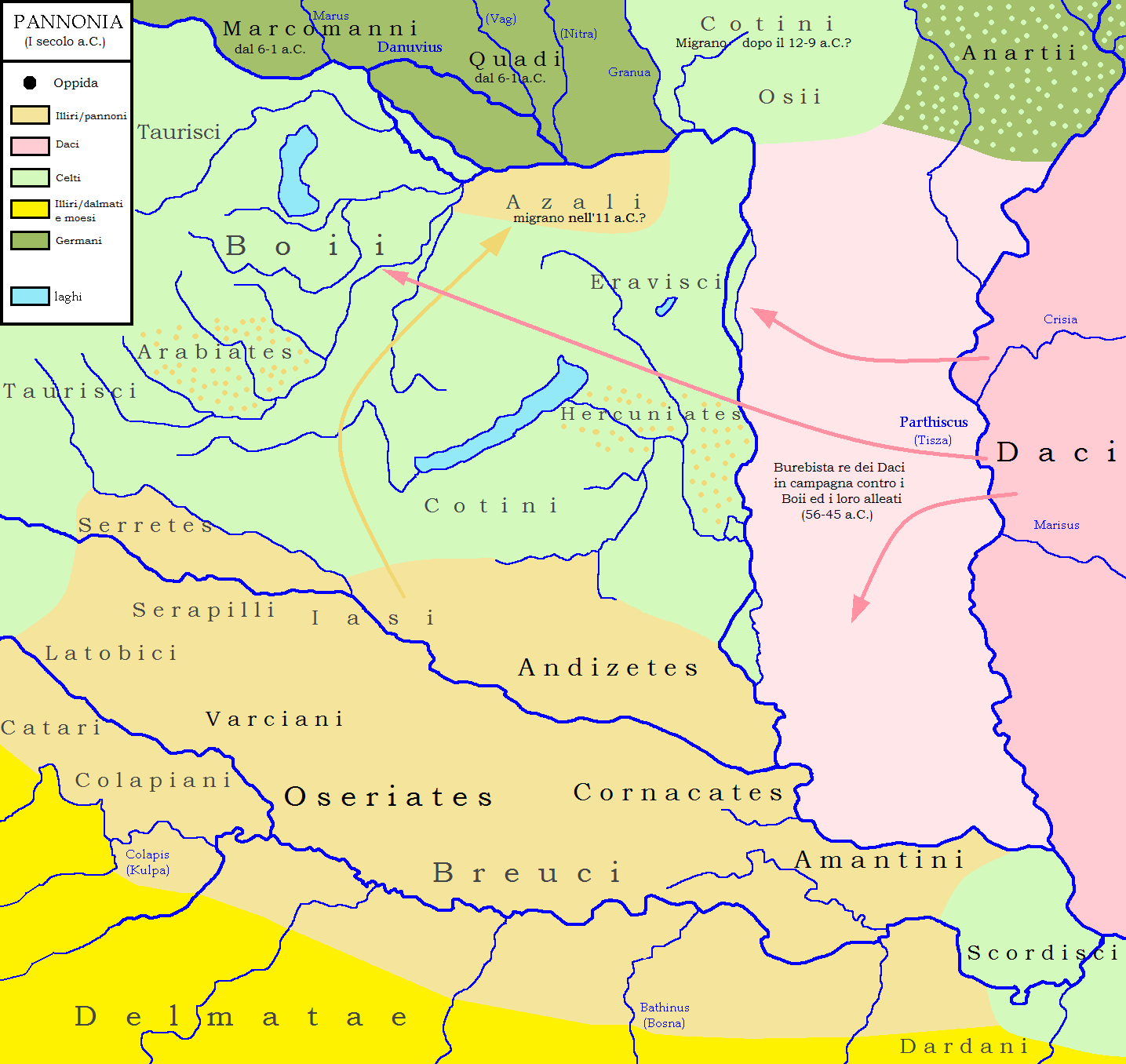
Południowy zasięg plemion Anartów i Kotynów (Anartii, Cotini) na początku I wieku n.e.

.

## Gospodarka i społeczeństwo
Ludność kultury puchowskiej prezentowała wysoki stopień rozwoju gospodarki, o którym świadczą chociażby lokalne emisje monet.
Głównym nosicielem tej kultury była ludność utożsamiana z celtyckim plemieniem Kotynów (o Kotynach wspomina Tacyt), osiadła na zachodnim pograniczu oraz celtyckim plemieniem Anartów (Anartii, Anartfracti) na wschodnim pograniczu w dorzeczu Sanu i Cisy. Kultura puchowska przetrwała na ziemiach polskich co najmniej do końca II w. n.e. W okresie upływającym po wojnach markomańskich (lata 166–180) ślady osadnictwa tej kultury zanikają.

## Tablica chronologiczna

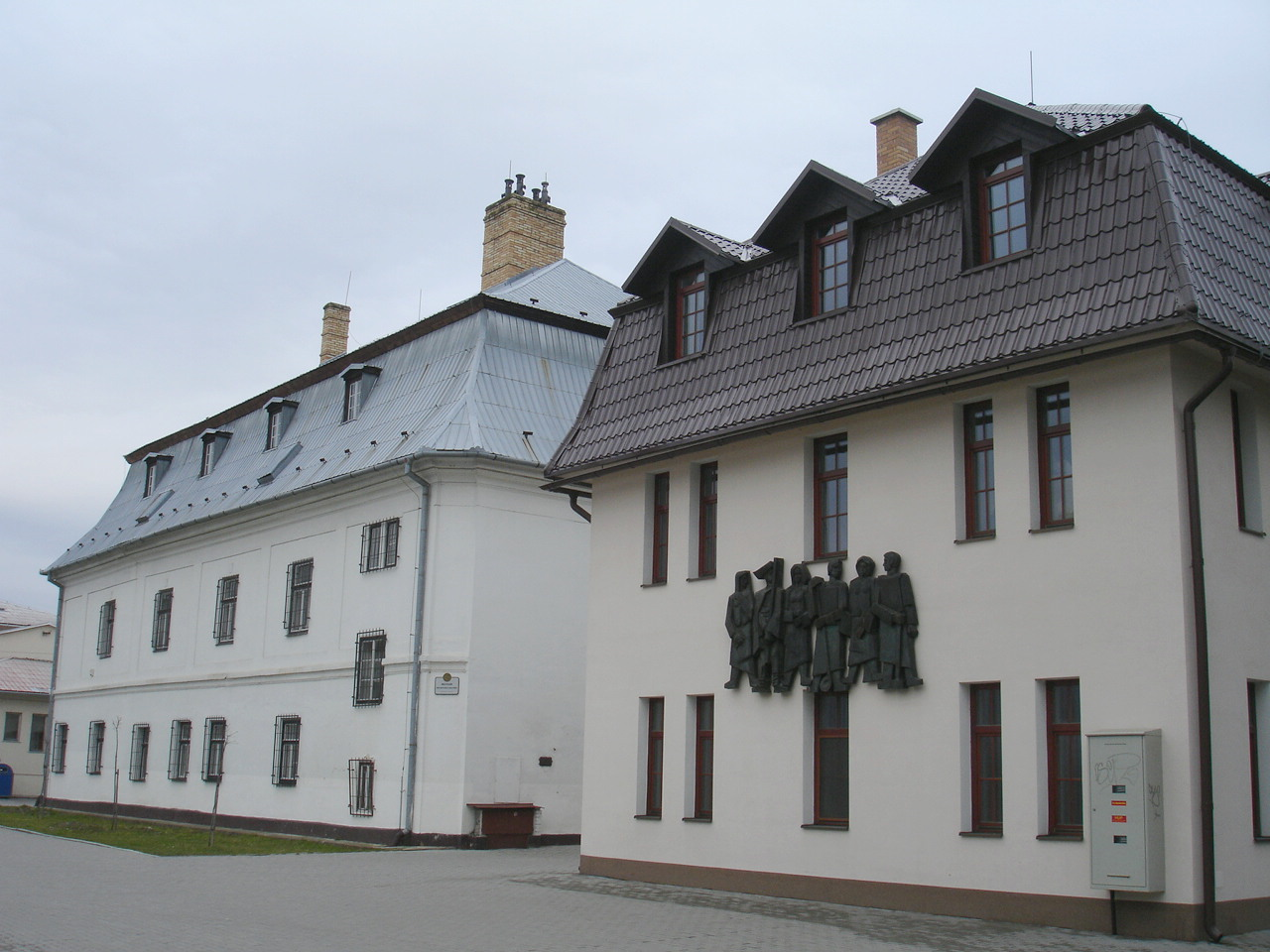
Muzeum Kultury Puchowskiej, Púchov, Słowacja

| Okres            | Według Dechelette | Według Reinecke | Datowanie                                      |
| ---------------- | ----------------- | --------------- | ---------------------------------------------- |
| Wczesnolateński  | La Tene I         | La Tene A i B   | 480–300 p.n.e.                                 |
| Środkowolateński | La Tene II        | La Tene C       | 300–100 p.n.e. (regionalnie do ok. 150 p.n.e.) |
| Późnolateński    | La Tene III       | La Tene D       | 150/100 p.n.e. do pocz. I w. n.e.              |

## Stanowiska archeologiczne
- Horodyszcze nad Sanem: Początki osadnictwa celtyckiego na terenie dorzecza Sanu sięgają IV wieku p.n.e. Celtowie osiedlili się w południowej jego części w rejonie nad Górnym i środkowym Sanem w okolicach Sanoka. Na terenie tym do chwili obecnej zlokalizowano 26 stanowiska archeologiczne z materiałami, które należy przypisać kulturze celtyckiej. Do najlepiej przebadanych należą osady w miejscowościach Pakoszówka, Sanok-Biała Góra oraz Trepcza. Na stanowisku w m. Trepcza jeszcze w latach 60. XX wieku znaleziono m.in. złotego statera celtyckiego. Nazwa „San” w języku Gallów to „rzeka”, a zatem rzeki: Shannon (ir: Siannan), Saona, Seine (Sekwana) i San mają wspólny galijsko-celtycki źródłosłów, praindeoeuropejski sufiks -onna oznaczałby źródło lub rzekę.
- Maszkowice: wały i osada obronna.
- Skalka nad Váhom koło Trenczyna na Słowacji